# Quatuor à cordes de Sibelius
Pour les articles homonymes, voir Quatuor à cordes (homonymie).
Voces intimae (en français : « voix intimes » ou « voix intérieures »), op. 56, est un quatuor à cordes en cinq mouvements écrit en 1909 par le compositeur finlandais Jean Sibelius. Il a composé l'œuvre en ré mineur. C'est la seule œuvre majeure pour quatuor à cordes de sa période de maturité.

## Histoire
Lorsqu'il était étudiant, Sibelius a composé plusieurs œuvres pour quatuor à cordes. En 1885, il termina un quatuor à cordes en mi bémol majeur, suivi en 1889, après de nombreux mouvements individuels pour cette combinaison, d'un quatuor à cordes en la mineur. Le premier quatuor à cordes à recevoir un numéro d'opus fut en 1890 le quatuor opus 4 en si bémol majeur. Par la suite, il n'a plus écrit de quatuors à cordes jusqu'à Voces intimae en 1909. Composé entre sa troisième et sa quatrième symphonie, il est resté « la seule œuvre majeure pour quatuor à cordes de la période de maturité de Sibelius ».
Sibelius a composé le quatuor à partir de décembre 1908, y travaillant à Londres au début de 1909. Le titre latin, qui se traduit par « Voix intimes » ou « Voix intérieures », marque la « qualité conversationnelle » et « l'intériorité » de la musique. Le compositeur a parlé de son travail dans une lettre à sa femme : « Cela s'est avéré être quelque chose de merveilleux. Le genre de chose qui fait naître un sourire sur vos lèvres à l'heure de la mort. Je n'en dirai pas plus. ». Sibelius la montra à son éditeur Robert Lienau le 15 avril 1909.
La première représentation a eu lieu le 25 avril 1910 à l'Institut de musique d'Helsinki. Une critique parue dans le Helsingin Sanomat notait : « La composition a attiré beaucoup d'attention, et c'est sans aucun doute l'un des produits les plus brillants dans son domaine. Ce n'est pas une composition destinée au grand public, tant elle est excentrique et hors du commun ». Sibelius écrivit plus tard à propos de la composition : « Le matériau mélodique est bon, mais le matériau harmonique pourrait être 'plus léger', et même 'plus proche d'un quatuor' ». 

## Structure et musique
Sibelius a structuré le quatuor en cinq mouvements :
1. Andante - Allegro molto moderato
2. Vivace
3. Adagio di molto
4. Allegretto (ma pesante)
5. Allegro

L'œuvre s'ouvre sur un dialogue entre le violon et le violoncelle. Le premier mouvement oppose « une figuration murmurante à des accords fermes ». Le deuxième mouvement est un scherzo en la majeur, relié au premier par des motifs musicaux. Le mouvement lent central a été décrit comme une « quête spirituelle de sérénité en fa majeur ». Il contient « trois accords détachés et doux en mi mineur, éloignés de toutes les implications harmoniques précédentes », auxquels Sibelius a ajouté les « voces intimae » dans la partition d'un ami. Un deuxième scherzo est également relié au premier mouvement par des similitudes de motifs. Le finale, « avec plus qu'un soupçon de violon folklorique », gagne en intensité par des notes allant de l'Allegro à « sempre più energico » (toujours plus énergique), décrit comme « une musique aux accents féroces, aux contrastes puissants mais à l'élan irrésistible ».

## Arrangements
Le violoniste et compositeur finlandais Pekka Kuusisto a arrangé l'œuvre pour orchestre de chambre, qui a été incluse dans la tournée australienne 2009 de Kuusisto avec l'Australian Chamber Orchestra. 